# Heinz Rudolf Kunze

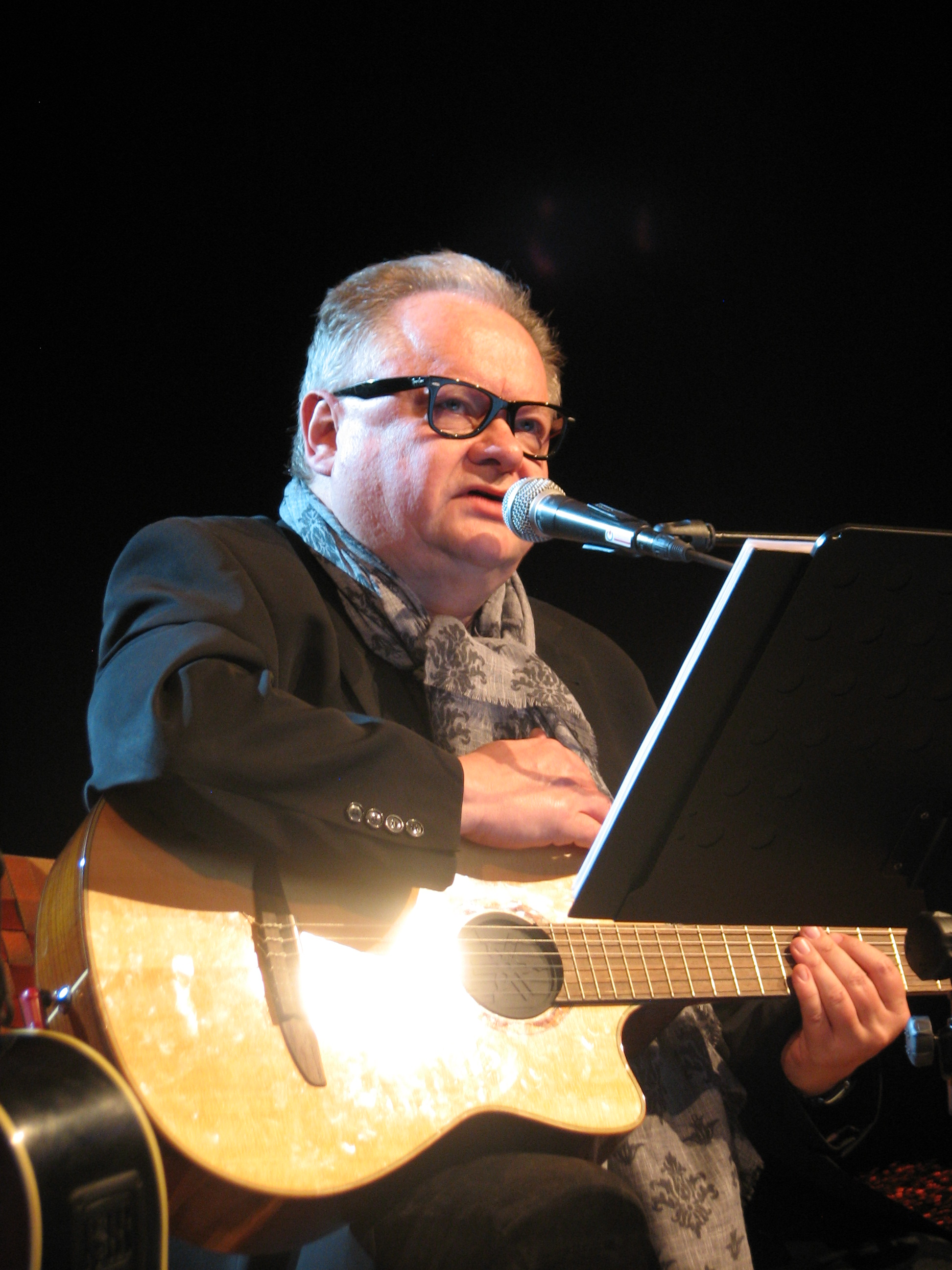
Heinz Rudolf Kunze (2017)

Heinz Rudolf Erich Arthur Kunze (* 30. November 1956 in Espelkamp-Mittwald) ist ein deutscher Rocksänger, Schriftsteller, Liedermacher und Musicaltexter/-übersetzer. Seinen größten Single-Erfolg hatte er 1985 mit Dein ist mein ganzes Herz.
Kunze hat über 500 Lieder veröffentlicht (Stand: 2025) und nach eigenen Angaben weitere rund 5700 Texte geschrieben. Er war gelegentlich als Dozent für verschiedene Hochschulen tätig.

## Leben

### Herkunft, Jugend und Ausbildung
Kunzes Familie stammt aus dem heute polnischen Teil von Guben (Niederlausitz) und Berlin. Heinz Rudolf wurde im Flüchtlingslager Espelkamp bei Minden (Westfalen) geboren, wo sein Vater Rudi Kunze (1925–2001), der Offizier bei der Waffen-SS gewesen ist und erst 1956 aus sowjetischer Kriegsgefangenschaft heimgekehrt war, Arbeit bei der Lagerleitung gefunden hatte. Der berufliche Werdegang des Vaters als Lehrer brachte in den Folgejahren häufige Wohnortwechsel mit sich: Die Familie Kunze wohnte zuerst in Lengerich (Westfalen), dann in Alte Piccardie an der niederländischen Grenze, später in Bad Grund (Harz). Ende 1963 wurde sie in Osnabrück heimisch. Dort nahm der Vater eine Tätigkeit als Hochschulassistent an der Pädagogischen Hochschule bei der Sozialpädagogin Elisabeth Siegel (1901–2002) an. Die Mutter Gerda Kunze, geborene Lehmann (1926–2010), war Hebamme, Kinderkrankenschwester und Grundschullehrerin. Der Historiker Rolf-Ulrich Kunze (* 1968) ist Kunzes Bruder.
Kunze besuchte das Graf-Stauffenberg-Gymnasium in Osnabrück und legte nach eigenen Angaben mit dem Notendurchschnitt von 1,4 das beste Abitur seines Jahrgangs ab. Wegen einer Arthrose im linken Mittelfußgelenk wurde er als T4 gemustert und nicht zur Bundeswehr eingezogen. Nach dem Abitur studierte er Germanistik und Philosophie und war Stipendiat der Studienstiftung des deutschen Volkes. Er legte das Erste und Zweite Staatsexamen für das Lehramt an Gymnasien ab; er unterrichtete als Referendar, doch nie als examinierter Lehrer, wie er betont. Kunze arbeitete danach an einer Dissertation über das Gottesbild der Philosophen Baruch de Spinoza und Friedrich Wilhelm Joseph Schelling; diese blieb unvollendet wegen seines Schallplattenvertrags im Jahr 1980.
Als junger Student hörte Heinz Rudolf Kunze mit Vorliebe die Radio-Sendungen des BBC-Moderators John Peel. Seine musikalische Sozialisation erlebte er als jugendlicher Prog-Rocker mit Bands wie Yes, Jethro Tull, Genesis und King Crimson. Außerdem hörte er während der Adoleszenz ihn prägenden Bluesrock von John Mayall und Ten Years After. In einem Interview gab Kunze an, sich im Alter von 13 Jahren an dem Musiker Pete Townshend orientiert zu haben. Die erste Single, die er sich kaufte, war The Sun Ain’t Gonna Shine Anymore von den Walker Brothers. Seine erste Langspielplatte war Sgt. Pepper’s Lonely Hearts Club Band von The Beatles.
Mitte der 1970er Jahre gewann Heinz Rudolf Kunze den 1. Preis für Kurzprosa in einem Literaturwettbewerb. 1976 gab er sein musikalisches Debüt auf dem jährlich stattfindenden Nürnberger Bardentreffen.

### 1980 bis 1999
Kunze begann seine künstlerische Laufbahn am 9. November 1980: Er nahm, musikalisch begleitet von Mick Franke, am Pop-Nachwuchs-Festival im Stadttheater Würzburg teil, das die Deutsche Phono-Akademie zum dritten Mal veranstaltete. Die Jury unter Leitung von Michael Kunze (der mit Heinz Rudolf Kunze weder verwandt noch verschwägert ist) kürte ihn zu einem der Preisträger in der Sparte „Folk, Lied, Song“. Sein Titel „Bestandsaufnahme“ (Länge: 8:27 Minuten) schaffte es in voller Länge auf die gleichnamige Festival-LP (CBS 84845) und wurde damit zu Kunzes erster Schallplatten-Aufnahme. Produzent Siegfried Loch holte Kunze mit einem Fünfjahresvertrag zur Plattenfirma WEA.
Das Debütalbum Reine Nervensache (1981) wurde wohlwollend aufgenommen und das folgende Album Eine Form von Gewalt 1982 mit dem Deutschen Schallplattenpreis ausgezeichnet. Kurz danach begann Kunze parallel erste journalistische Arbeiten: Für den Spiegel verfasste er ein Randy-Newman-Essay und moderierte für den NDR sowie den SFB Radiosendungen. Im NDR wurde seine mehrteilige David-Bowie-Analyse „Der Favorit“ ausgestrahlt. Das Phänomen Kunze wurde wohl auch durch den Aufwind für deutschsprachige Texte Anfang der 1980er Jahre im Zuge der Neuen Deutschen Welle erklärbar. Kunze wurde vom damaligen Management und vom Publikum zunächst als Liedermacher mit philosophischem Hintergrund in der Tradition von Bob Dylan oder als Singer/Songwriter nach US-amerikanischer Tradition eingeordnet. In dieser Zeit entstand auch die Bezeichnung „Niedermacher“, um Kunzes Text- und Musikkunst zu umschreiben. Dass er als intellektueller Rock-Poet in den Musikcharts Erfolg haben würde, hatten viele Weggefährten nicht erwartet.
Ein erster kommerzieller Erfolg gelang Kunze 1984 zuerst mit der Single „Sicherheitsdienst“ und wenig später mit der deutschen Version des Kinks-Klassikers „Lola“. „Ausnahmezustand“ (1984) markiert das letzte Album von Kunze als Liedermacher, Singer/Songwriter (siehe oben). Nach Aufnahme des Komponisten und Gitarristen Heiner Lürig in seine Band „Verstärkung“ 1985 und dem Singlehit „Dein ist mein ganzes Herz“ (1985) gelang es Kunze, breitere Hörerschichten zu begeistern und sich auch im Bereich Deutschrock zu etablieren. Diese aus der gleichnamigen und bei Conny Plank aufgenommenen LP ausgekoppelte Single war sein Durchbruch als Musiker im Rock-/Pop-Bereich. Dabei blieb Kunze seinen eigenen hohen Texter-Maßstäben treu, auch wenn die Melodien dank Heiner Lürig eingängiger wurden: „Wie fühlt man sich als Schnee von morgen? Als Bombe, die nicht richtig tickt? Als Teilchen ohne Masse, als Bester ohne Klasse, als Welt, die nie das Licht erblickt?“ (aus „Heul mit den Wölfen“, 1989). 1986 kam sein Titel „Mit Leib und Seele“ auf den Markt. In der Folge wurde der Musiker erstmals mit der Goldenen Stimmgabel ausgezeichnet und tourte durch die DDR. In den Folgejahren wurden mit 1986 „Wunderkinder“, 1988 „Einer für alle“, 1989 „Gute Unterhaltung“, 1991 „Brille“ und 1992 „Draufgänger“ teils sehr erfolgreiche Rock/Pop-Alben veröffentlicht. 2021 bezeichnete Kunze Finden Sie Mabel die 2. Auskopplung vom Album Wunderkinder – eine musikalische Verehrung des Hardboiled Detective Romans im Country-Pop Stil – als seine schönste Single.
Zwischen den Alben-Veröffentlichungen waren Kunze und Verstärkung immer wieder auf ausgedehnten Tourneen deutschlandweit unterwegs und auf den Bühnen präsent, auch in der DDR. Wohl als Höhepunkt kann dabei das Konzert bei Rock am Ring am 7. Juni 1987 als Vorband von David Bowie angesehen werden.
Nach dem Album Kunze: Macht Musik 1994 trennte er sich von fast allen Musikern seiner Band „Verstärkung“. 1996 und mit bis auf Heiner Lürig komplett neuer Besetzung der Band „Verstärkung“ folgt das Album „Richter Skala“, das in der Fachpresse hochgelobt wird, aber beim breiten Publikum nicht den erhofften Zuspruch bekommt. 1997 bereits erscheint das 13. Studioalbum „Alter Ego“ und erreicht Chartplatz 33. Ende der 1980er Jahre begann auch seine Zusammenarbeit mit Herman van Veen, für dessen Alben er seitdem regelmäßig Songbeiträge leistet. Heinz Rudolf Kunze, der seit 1984 auch eigene Bücher veröffentlicht, ging 1994/95 mit einem zweiten literarischen Programm „Der Golem aus Lemgo“ auf Tournee durch Deutschland.
1996 beklagte Kunze in einem Interview des Spiegel als Sprecher von rund 600 deutschsprachigen Künstlern „die Flut von ausländischer Musik und eben auch ausländischem Schund“ und sprach sich für eine Mindestquote deutscher Rockmusik im Radio aus. Diese Forderung stieß in vielen deutschen Medien auf Kritik. In der Folge wurde Kunze in der öffentlichen Diskussion oft als allein verantwortlicher „Quotenforderer“ dargestellt.
1999 kehrte für Kunze mit der Lürig-Komposition „Aller Herren Länder“ mit dem Thema „Flüchtlinge“ als Singleauskopplung aus dem Album „Korrekt“ der Erfolg zurück. Für diese Single erhielt er erneut die Goldene Stimmgabel sowie den Fred-Jay-Preis der GEMA. Mit Nicht mal das befindet sich laut Kunze auf diesem Album auch sein wichtigstes Lied, ein Ausdruck der Verzweiflung in Psychedelic Rock Stil. Ebenfalls 1999 folgte eine goldene CD für die Übersetzungsarbeit am Musical Miss Saigon.

### 2000 bis 2009

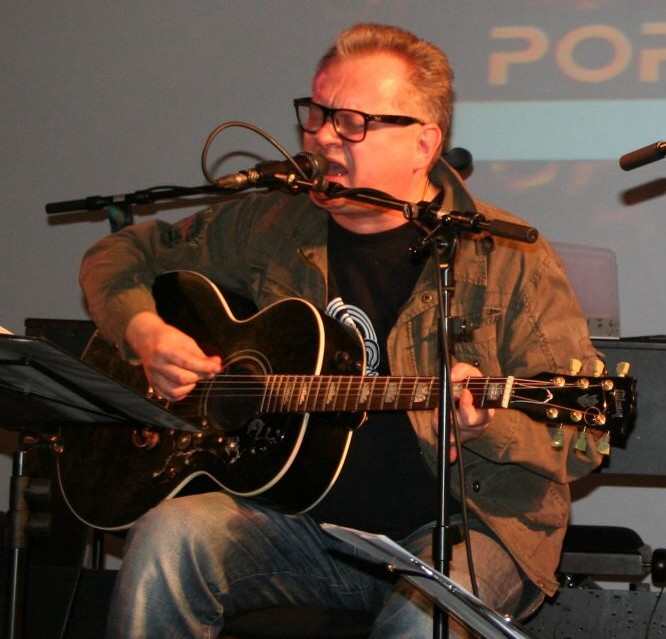
Kunze mit „Räuberzivil“ (2008)

2001 erschien das Album Halt. Kunze setzte die Reihe seiner Buch-Veröffentlichungen fort und schrieb das Libretto für gleich zwei Shakespeare-Musicals nach der Musik von Heiner Lürig (Ein Sommernachtstraum, Kleider machen Liebe – oder: Was ihr wollt). Nach den Musical-Erfolgen durften sich beide Künstler 2003 in das Goldene Buch der Stadt Hannover eintragen, womit eine Art Rückschau auf Kunzes künstlerisches Werk begann. In der Folge erhielt er den Praetorius Musikpreis und den Niedersächsischen Staatspreis für sein Lebenswerk. 2007 wurde ihm von Dieter Thomas Heck eine weitere Goldene Stimmgabel verliehen, ebenfalls für sein Lebenswerk.
2003 wechselte Kunze mit Frank Plasa erstmals seit den 1980er-Jahren den Produzenten und spielte das Album Rückenwind mit neuen, jüngeren Musikern wie Jörg Sander, Jens Carstens und Leo Schmidthals ein.
2005 steuerten Kunze und Lürig zum Deutschen Evangelischen Kirchentag 2005 das Kirchentagslied Mehr als dies/Wenn dein Kind dich morgen fragt bei. Dazu wurde eine CD-Sonderedition mit einer Auflage von 10.000 Exemplaren veröffentlicht.
Kunze feierte 2005 sein 25-jähriges Bühnenjubiläum, das der WDR für den Rockpalast aufzeichnete. Heiner Lürig kehrte 2005 nochmals für zwei Studioalben zu ihm zurück und ist bei den Alben 2005 „Das Original“ und 2007 „Klare Verhältnisse“ als Mitproduzent
dabei.
Im Jahr 2006 sang Kunze das von ihm mitgetextete Titel-Lied zur gleichnamigen ARD-KiKA-Zeichentrickfilmserie Little Amadeus.
Im November 2006 brachten Heinz Rudolf Kunze und der Schauspieler Rolf Hoppe (1930–2018) auf Schloss Weesenstein ihr gemeinsames Programm Sachsophonie zur Aufführung. Sie präsentierten persönliche Lieblingstexte verschiedener Autoren aus Sachsen und Niedersachsen – von Lessing bis Kunze – und traten beide auch sangesfreudig in Erscheinung.
Am 8. März 2007 nahm er an der deutschen Vorentscheidung zum Eurovision Song Contest Wer singt für Deutschland? mit dem Lied Die Welt ist Pop teil. Die von der Plattenfirma forcierte Teilnahme Kunzes an der Vorentscheidung wurde in den Medien als „Comebackversuch“ (BILD) gewertet; die dort vorgestellte Single fand nicht den Weg in die Plattenläden. Da der erhoffte kommerzielle Erfolg ausblieb, gingen Lürig und Kunze seit Mitte 2008 getrennte Wege. Während Lürig mit „Hausboot“ (und der ehemaligen Kunze-„Verstärkung“: Martin Huch, Raul Walton, Marius Lürig) eine neue Band gründete, kündigte Kunze für 2009 mit „Protest“ ein weiteres Album an, das im Herbst 2008 von Leo Schmidthals produziert wurde.
Mit dem im Januar 2009 erschienenen Album „Protest“ gelang Kunze der Einstieg auf Position 15 der Verkaufscharts. Von den ausgekoppelten Singles – die von der BMG nicht als Tonträger, sondern nur als Musik-Download veröffentlicht wurden – konnte sich die Doppelveröffentlichung „Längere Tage/Astronaut in Bagdad“ auf Platz 93 der Deutschen Single-Verkaufscharts platzieren. Wie beim Abschluss der „Protest“-Tournee am 28. Juni 2009 in Kiel bekanntgegeben wurde, soll dieses Konzert das letzte HRK-Konzert mit Verstärkung bis zum Jahre 2011 sein, denn der Künstler werde sich nunmehr auf seine akustischen Liveauftritte im „Räuberzivil“-Trio mit Wolfgang Stute und Hajo Hoffmann konzentrieren und auch weiter zusammen mit Purple Schulz’ Programm „Gemeinsame Sache“ auftreten. Zudem erschien im Herbst 2009 mit „Saldo Mortale“ ein weiteres Buch mit bislang unveröffentlichten Texten.
Heinz Rudolf Kunze heiratete in zweiter Ehe eine Konflikttrainerin; einen Tag vor der Eheschließung im September 2009 erschien sein Doppelalbum Räuberzivil. Das 2009er Cover von „Dein ist mein ganzes Herz“, Mi Corazon (von Jay Del Alma ins Spanische übertragen), wurde auch in einer zweisprachigen Fassung veröffentlicht, in der Kunze die deutschsprachigen Parts seines größten Hits sang.

### Seit 2010
2010 erschien die DVD-Box In alter Frische mit Kunzes wichtigsten Rockpalast-Auftritten samt Bonus-CD mit dem Live-Mitschnitt eines Auftritts in der damaligen DDR.
Im Sommer 2010 nahm Heinz Rudolf Kunze das Studio-Album Die Gunst der Stunde auf, das im Januar 2011 zu seinem 30. Bühnenjubiläum erschien. Produziert wurde es von Kunze; als Co-Produzent fungierte Leo Schmidthals. Auf die Veröffentlichung folgte eine Tour durch Deutschland. 2012 war Heinz Rudolf Kunze live in kleiner Besetzung mit dem Projekt Räuberzivil unterwegs. Anfang 2013 gingen Kunze und Tobias Künzel gemeinsam auf die Bühnen – als „KuK – Kunze und Künzel“. Beide Projekte erschienen auch als Live-Mitschnitte.
2012 erschien das Album Ich bin mit Titeln von Heinz Rudolf Kunze im Duett mit Pe Werner, Achim Reichel, Reinhard Mey, Hartmut Engler, Herman van Veen, Purple Schulz, Stefan Gwildis, Jan Plewka, Julia Neigel, Joachim Witt, Heiner Lürig und Tobias Künzel.
2013 wechselte Kunze die Haupt-Plattenfirma: von Ariola zur RCA. Im Herbst kam das von Kunze, Jens Carstens und Zoran Grujovski produzierte Studioalbum Stein vom Herzen, die erste Veröffentlichung bei RCA, heraus. Davor war er beim Festival 28 Jahre Songs an einem Sommerabend auf Kloster Banz aufgetreten.
Im Januar 2014 erschien parallel zur Tour (Management: Matthias Winkler, MAWI Concert GmbH Leipzig) das Live-Album Stein vom Herzen – Live bei radio 88.8, das der Mitschnitt des Studio-Konzerts vom 21. November 2013 beim gleichnamigen RBB-Radioprogramm ist.
Eine fünfteilige Edition remasterter HRK-Alben wurde im Januar 2014 von Rakete Medien veröffentlicht (mit den Alben Der schwere Mut, Die Städte sehen aus wie schlafende Hunde, Deutsche singen bei der Arbeit, Einer für alle, Live in der DDR, Sternzeichen Sündenbock, Der Golem aus Lemgo, Wasser bis zum Hals steht mir, Jesus Tomahawk und Halt).
Heinz Rudolf Kunze und Heiner Lürig haben im Jahr 2015 für Bernd Stelter das Lied „Das Gute“ geschrieben, das auf dessen Album „Wer Lieder singt, braucht keinen Therapeuten“ erschien.
Am 30. September 2016 erschien Kunzes erstes Coveralbum mit Coverversionen von Liedern von Karat, Hildegard Knef, Freddy Quinn, Roy Black, Die Ärzte, Einstürzende Neubauten, Deutsch Amerikanische Freundschaft, Thees Uhlmann, Casper, Ideal, Udo Jürgens, Münchner Freiheit, Die Toten Hosen und Puhdys.

#### 2014: Kinderlieder
Neue künstlerische Wege betrat Heinz Rudolf Kunze im Juni 2014 – als geistiger Vater von Quentin Qualle und als Autor und Komponist von Kinderliedern: Kunze erdachte Quentin Qualle und dessen Meeresfreunde, von ihm stammen die Liedertexte zur Begleit-CD des Kinderbuchs „Die Muräne hat Migräne“. Den Text zum Kinder-Bilderbuch, veröffentlicht vom Loewe Verlag Bindlach, schrieb Kunzes Schlagzeuger Jens Carstens. Die Lieder stammen von Heinz Rudolf Kunze, Jens Carstens und Zoran Grujovski; die Figuren gestaltete Julia Ginsbach, die die Kinderbuchserie Tafiti illustriert. Zeitgleich erschien das gleichnamige Hörbuch beim Label Edel kids. Bei den Quentin-Qualle-Aufführungen ab September 2014 wirkte der Musiker Jens Wrede mit – offensichtlich als Ersatz für Grujovski. Im Januar 2015 erschien Band 2 „Quentin Qualle – Rock am Riff“ mit Lieder-CD (5 Titel). Im Sommer 2015 folgte Band 3 Quentin Qualle – Halligalli bei Zirkus Koralli wieder mit Lieder-CD (5 Titel).

#### 2015: Soloauftritte
Ab 2015 war Kunze mit seinem Programm Einstimmig erstmals in seiner Karriere musikalisch solo auf der Bühne zu erleben, wo er sich fast drei Stunden lang pro Konzert abwechselnd am Klavier und an der Gitarre musikalisch begleitete.
Seit 2019 ist er mit dem Solo-Programm Wie der Name schon sagt deutschlandweit unterwegs, das er als „eine Mischung aus Springsteen on Broadway und der Harald-Schmidt-Show“ beschreibt.
Davor war er entweder mit dem Gitarristen Jan Drees oder mit Gitarristen Ralph König aus der Räuberzivil-Band unterwegs.

#### 2015:Willkommen, liebe Mörder
Seinem im Februar 2015 veröffentlichten Album Tiefenschärfe hatte Kunze vorausgesagt, dass das Lied Willkommen, liebe Mörder Ärger bereiten werde. Kunze hatte sich dafür von Max Frischs Theaterstück Biedermann und die Brandstifter inspirieren lassen. An diese „Parabel über falsch verstandene Toleranz, die zum Untergang führt“, traue sich heute kein Theater mehr heran, obwohl es das „momentan wohl aktuellste deutsche Stück“ sei. Deshalb habe er das Lied gemacht. Man müsse jedoch „den Song nicht unbedingt nur auf den Islam fokussieren“. Das Lied wurde als Video auf zahlreichen Seiten der social media verbreitet, darunter auch politisch rechts stehende, die Willkommen, liebe Mörder als sarkastischen Kommentar zur Willkommenskultur verstanden. Daraufhin verbat sich Kunze „jede dem Geist dieses Songs widersprechende Vereinnahmung und Anbiederung, zumal von rechts“. Er erklärte in einem Facebookbeitrag: „Das Lied ‚Willkommen liebe Mörder‘ von meinem Räuberzivil-Album ‚Tiefenschärfe‘ entstand im Sommer 2014, also ein Jahr vor der Flüchtlingsdebatte. Gemeint und auf ironische Weise angesprochen sind die Mörder des NSU.“

#### 2018:Schöne Grüße vom Schicksal

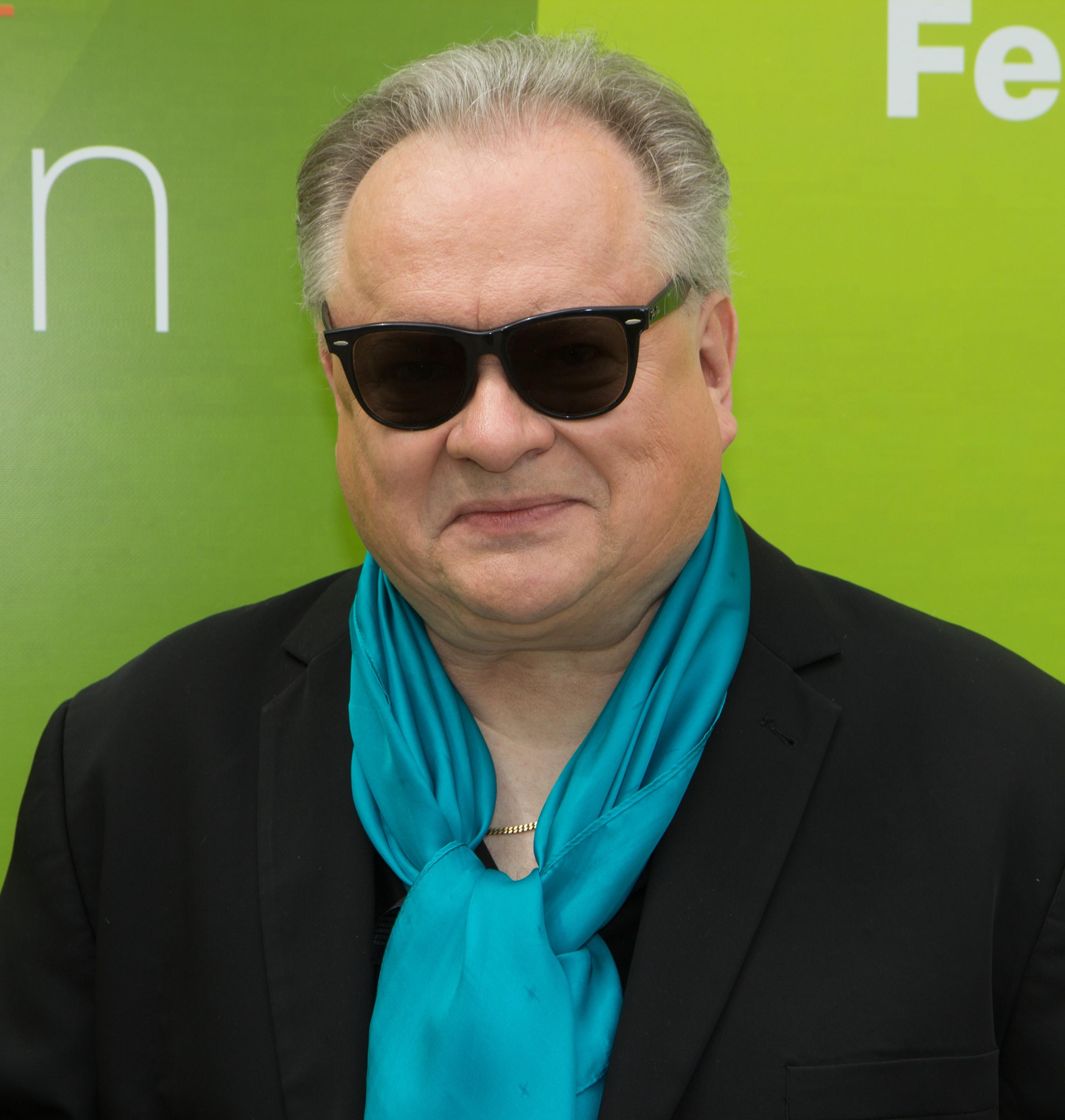
Heinz Rudolf Kunze (2018)

Anfang Februar 2018 schloss Kunze einen Plattenvertrag mit Electrola/Universal Music Group. Am 4. Mai erschien dort das Album „Schöne Grüße vom Schicksal“. Die Tour zum Album „Schöne Grüße vom Schicksal“ begann am 11. Januar 2019 in Leipzig. Zur Verstärkung gehören 2019 neben den bisherigen Musikern Jens Carstens, Peter Koobs, Leo Schmidthals und Matthias Ulmer auch die Sängerinnen Jördis Tielsch (+ Violine) und Natalie Pütz sowie der Gitarrist Andrew Gräser.

#### 2019–2022
Im Oktober 2019 veröffentlichte die Schlagersängerin Nicole ihr Album 50 ist das neue 25, für dessen gleichnamigen Titelsong sowie für sechs weitere Lieder Heinz Rudolf Kunze die Texte und Jens Carstens die Kompositionen schufen. Hinzu kommt noch die von Nicole und Heinz Rudolf Kunze eingesungene Duett-Version von Dein ist mein ganzes Herz (Text: Kunze, Komposition: Heiner Lürig).
Im November 2019 veröffentlichte Kunze die Single Der Prediger aus dem am 21. Februar 2020 erschienenen Album Der Wahrheit die Ehre, mit dem Kunze auf Platz 3 der deutschen Album-Charts landete.
Im Januar 2020 unterstützte Kunze als Erzähler die Neufassung von Oscar Wildes Meisterwerk „Das Gespenst von Canterville“ mit 100 Musikerinnen und Musikern im Rahmen der jährlichen Veranstaltungsreihe Cinephonics der Kreismusikschule Alzey-Worms.
Am 6. März 2020 veröffentlichte die Band Anyone’s Daughter die Single One World for You and Me, bei dem mehrsprachigen Lied sind Heinz Rudolf Kunze, Tayfun Ünlü, Mick Jackson, Dani Suara sowie John Vooijs und Matthias Ulmer zu hören.
Im Mai 2020 erschien das Hörbuch Wenn man vom Teufel spricht – Live Lesung in Leipzig, aufgezeichnet im März 2020 im Kupfersaal Leipzig. Am 23. Mai 2020 gab Kunze in Erfurt coronabedingt das erste Autokonzert seiner Karriere. Am 13. November 2020 erschien das Doppel-Album Wie der Name schon sagt – Solo live.
Seit Juni 2020 gibt es Kunzes Podcast Durch die Brille gefragt, in dem er Persönlichkeiten aus Musik, Entertainment, Politik, Wirtschaft und Sport interviewt. Gäste waren u. a. Klaus Meine, Jim Rakete, Reinhard Mey, Flake, Arno Köster, Jan Hofer und Jerry Scheff.
Im Jahr 2021 veröffentlichte er in Zusammenarbeit mit Oliver Kobold seine Autobiografie Werdegang. In dieser berichtet Kunze über seine familiäre Herkunft, wobei er auch die SS-Mitgliedschaft seines Vaters thematisiert, erzählt von musikalischen Vorbildern sowie Weggefährten und beleuchtet insbesondere die Anfangsjahre seiner musikalischen Karriere von 1980 bis zu seinem kommerziellen Durchbruch 1985. Philipp Krohn bezeichnet in der FAZ die Veröffentlichung als eine unterhaltsame, reflektierte und ehrliche Auskunft über das Leben des Künstlers. Bei laut.de liest der Rezensent das Porträt eines musikverrückten und belesenen Mannes, welches fesselt, aber auch daran scheitert, die vielen Gesichter der Person Kunze in Einklang zu bringen. Kunze wird hier als widersprüchlich gesehen, im Hinblick auf seine zwischenmenschlichen Beziehungen als auch in dem, was er als Künstler sein bzw. vertreten möchte.
Von April bis Juni 2022 sind Kunze + Verstärkung anlässlich seines vierzigjährigen Bühnenjubiläums mit der wegen Corona zweimal verschobenen Tournee Der Wahrheit die Ehre mit 16 Konzerten unterwegs.

#### 2023: Können vor Lachen

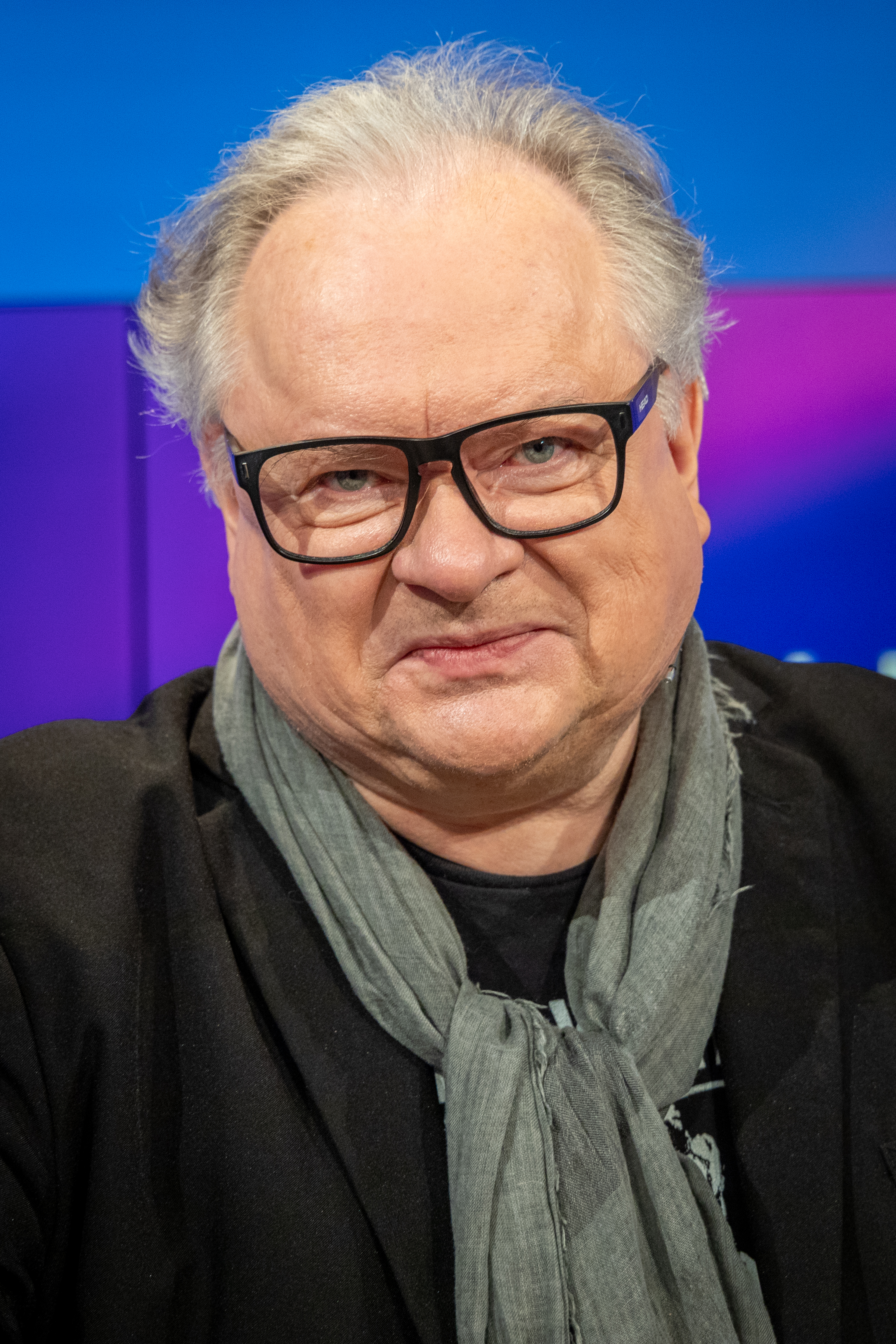
Heinz Rudolf Kunze, 2023

Am 26. Mai 2023 erschien mit Können vor Lachen das 39. Album von Heinz Rudolf Kunze. Das Album bietet 14 neue Songs und ist als CD und auf Vinyl verfügbar. Zudem ist eine Fanbox erhältlich, die die Dokumentation Werdegang – 40 Jahre Heinz Rudolf Kunze beinhaltet.

### Texte, Eindeutschungen und Kompositionen für andere Künstler
Heinz Rudolf Kunze hat für andere Künstler Kompositionen und Texte geschaffen bzw. fremdsprachige Texte ins Deutsche übertragen. So schrieb Kunze für Herman van Veen, Milva, Mario Adorf, Karel Gott, The Hooters, Peter Hammill, die Rock-Band City um Sänger Toni Krahl, Bernd Stelter, Dieter Birr, Hildegard Knef und Nicole. Der Auftrag von Udo Jürgens, nach dessen rudimentären musikalischen Vorgaben auch für ihn zu texten, blieb Kunze zufolge aus eigenem Unvermögen im Ansatz stecken, was er sehr bedauerte, da man einander bereits seit den 1980er-Jahren gekannt und geschätzt habe.
Im September 2019 erschien Leonardo Colombatis Buch „Bruce Springsteen – Like a Killer in the Sun“ als deutsche Erstausgabe, für das Heinz Rudolf Kunze die 101 enthaltenen Springsteen-Liedtexte ins Deutsche übertragen hat. Kunze widmete diese Übertragungen seinem verstorbenen Freund Peter Rüchel, WDR-Redakteur sowie Erfinder und Macher des Rockpalast: „Er war der erste, der mich vor Jahrzehnten auf Springsteen aufmerksam gemacht hat, und einer der wichtigsten Lehrer meines Lebens“.

### Weiteres Engagement
Heinz Rudolf Kunzes Aktivitäten sind vielseitig. 2003 sprach sich Kunze auf einem Konzert in Hamburg gegen den Irak-Krieg aus. Neben seiner Rockmusik schrieb Kunze den Text für die Hymne des 30. Evangelischen Kirchentages 2005 in Hannover (Mehr als dies/Wenn dein Kind dich morgen fragt), schrieb den Text für den Titelsong der Zeichentrickserie Little Amadeus und war dreieinhalb Jahre Sachverständiger in der Enquête-Kommission „Kultur in Deutschland“ des Deutschen Bundestages.
Kunze spricht sich seit Jahren in Interviews und TV-Auftritten vehement gegen den Gebrauch von Gendersprache aus. Er bezeichnet diese u. a. als "Irrsinn", der "die Sprache zerstört". Bei Gender-Sprache werde ihm "körperlich übel", ein gegenderter Satz klinge für ihn "so entsetzlich falsch wie für Eric Clapton ein falscher Ton auf der Gitarre".
Kunze betätigte sich in den ARD-Fernsehserien In aller Freundschaft und Großstadtrevier als Schauspieler, in letzterer in der 289. Folge („Bretter, die die Welt bedeuten“). 2015 hatte er eine kleine Rolle in der Folge „Die Spur der Nachtigall“ der TV-Serie SOKO Wismar. In dem Film Timm Thaler oder das verkaufte Lachen, der im Februar 2017 in die Kinos kam, übernahm Kunze eine kleinere Rolle, ebenso war er im Januar 2021 im Stuttgarter Tatort Das ist unser Haus in einer Nebenrolle zu sehen. Er spielte sich selbst in der Fernsehserie Das Institut – Oase des Scheiterns.
Darüber hinaus hält er Lesungen in Theatern, Kleinkunstbühnen und Kirchen, nimmt an Fernsehshows wie Das perfekte Promi-Dinner und Das große Einseifen teil, war Juror des Gospel-Awards 2005 und 2006. Am 13. November 2009 wurde er Schirmherr des gemeinnützigen Berliner Projektes „Der Straßenchor“, welches das ZDF in einer achtteiligen Serie dokumentiert hat.
Kunze lehrte seit dem Wintersemester 2007 zwei Semester das Schreiben von Songs als Dozent im Studiengang Popularmusik der Hochschule Osnabrück.
Im Februar 2017 ist Heinz Rudolf Kunze auf dem Hommage-Album „Manfred Krug: Seine Lieder“ vertreten, er interpretiert darauf das Lied „Früh war der Tag erwacht“.

## Diskografie
Studioalben

| Jahr | Titel                         | Höchstplatzierung, Gesamtwochen, AuszeichnungChartplatzierungen (Jahr, Titel, Platzierungen, Wochen, Auszeichnungen, Anmerkungen) | Höchstplatzierung, Gesamtwochen, AuszeichnungChartplatzierungen (Jahr, Titel, Platzierungen, Wochen, Auszeichnungen, Anmerkungen) | Höchstplatzierung, Gesamtwochen, AuszeichnungChartplatzierungen (Jahr, Titel, Platzierungen, Wochen, Auszeichnungen, Anmerkungen) | Anmerkungen                                                |
| Jahr | Titel                         | DE | AT | CH | Anmerkungen                                                |
| ---- | ----------------------------- | --- | --- | --- | ---------------------------------------------------------- |
| 1981 | Reine Nervensache             | — | — | — | Erstveröffentlichung: 29. Mai 1981                         |
| 1982 | Eine Form von Gewalt          | — | — | — | Erstveröffentlichung: Januar 1982                          |
| 1983 | Der schwere Mut               | — | — | — | Erstveröffentlichung: 27. Januar 1983                      |
| 1984 | Ausnahmezustand               | — | — | — | Erstveröffentlichung: 4. Oktober 1984                      |
| 1985 | Dein ist mein ganzes Herz     | DE8 Gold · (22 Wo.)DE | — | — | Erstveröffentlichung: 25. Oktober 1985 Verkäufe: + 250.000 |
| 1986 | Wunderkinder                  | DE18 Gold · (17 Wo.)DE | — | — | Erstveröffentlichung: 23. Oktober 1986 Verkäufe: + 250.000 |
| 1988 | Einer für alle                | DE13 (8 Wo.)DE | — | — | Erstveröffentlichung: 25. August 1988                      |
| 1989 | Gute Unterhaltung             | DE31 (25 Wo.)DE | — | — | Erstveröffentlichung: 27. Oktober 1989                     |
| 1991 | Brille                        | DE4 (17 Wo.)DE | — | — | Erstveröffentlichung: 15. Januar 1991                      |
| 1992 | Draufgänger                   | DE22 (12 Wo.)DE | — | — | Erstveröffentlichung: 28. August 1992                      |
| 1994 | Kunze: Macht Musik            | DE10 (15 Wo.)DE | — | — | Erstveröffentlichung: 25. Februar 1994                     |
| 1996 | Richter-Skala                 | DE46 (9 Wo.)DE | — | — | Erstveröffentlichung: 23. Februar 1996                     |
| 1997 | Alter Ego                     | DE33 (5 Wo.)DE | — | — | Erstveröffentlichung: 28. Februar 1997                     |
| 1999 | Korrekt                       | DE12 (11 Wo.)DE | — | — | Erstveröffentlichung: 1. März 1999                         |
| 2001 | Halt!                         | DE10 (7 Wo.)DE | — | — | Erstveröffentlichung: 15. Januar 2001                      |
| 2002 | Wasser bis zum Hals steht mir | DE65 (1 Wo.)DE | — | — | Erstveröffentlichung: 4. Februar 2002                      |
| 2003 | Rückenwind                    | DE26 (4 Wo.)DE | — | — | Erstveröffentlichung: 31. März 2003                        |
| 2005 | Das Original                  | DE28 (3 Wo.)DE | — | — | Erstveröffentlichung: 28. Februar 2005                     |
| 2007 | Klare Verhältnisse            | DE21 (5 Wo.)DE | — | — | Erstveröffentlichung: 26. Januar 2007                      |
| 2009 | Protest                       | DE15 (8 Wo.)DE | — | — | Erstveröffentlichung: 30. Januar 2009                      |
| 2011 | Die Gunst der Stunde          | DE8 (6 Wo.)DE | — | — | Erstveröffentlichung: 21. Januar 2011                      |
| 2012 | Hier rein da raus             | DE23 (1 Wo.)DE | — | — | Erstveröffentlichung: 7. September 2012 mit Räuberzivil    |
| 2013 | Stein vom Herzen              | DE18 (5 Wo.)DE | — | — | Erstveröffentlichung: 25. Oktober 2013                     |
| 2015 | Tiefenschärfe                 | — | — | — | Erstveröffentlichung: 27. Februar 2015 mit Räuberzivil     |
| 2016 | Deutschland                   | DE8 (5 Wo.)DE | — | — | Erstveröffentlichung: 12. Februar 2016                     |
| 2016 | Meisterwerke:Verbeugungen     | DE37 (1 Wo.)DE | — | — | Erstveröffentlichung: 30. September 2016 Coveralbum        |
| 2018 | Schöne Grüße vom Schicksal    | DE16 (4 Wo.)DE | — | — | Erstveröffentlichung: 4. Mai 2018                          |
| 2020 | Der Wahrheit die Ehre         | DE3 (5 Wo.)DE | — | — | Erstveröffentlichung: 21. Februar 2020                     |
| 2021 | Werdegang                     | DE10 (4 Wo.)DE | — | — | Erstveröffentlichung: 19. November 2021                    |
| 2023 | Können vor Lachen             | DE4 (3 Wo.)DE | — | — | Erstveröffentlichung: 26. Mai 2023                         |

grau schraffiert: keine Chartdaten aus diesem Jahr verfügbar

### Kunzes Zwischenbilanz 2020
Heinz Rudolf Kunze hat nach eigenen Angaben bislang (Stand: Februar 2020) rund 4,5 Millionen Tonträger verkaufen können.

„Ich hätte gerne mehr erreicht als viereinhalb Millionen Tonträger. Grönemeyer schafft das mit zwei Platten. Ich brauche 38 dafür. Ich bin nie zufrieden. Andererseits muss ich sehr dankbar sein. Es ist toll, dass ich schon so lange mitspielen darf. Mal in der ersten Liga, mal in der zweiten, aber nie in der dritten.“

### Musiker derVerstärkung
Seit Beginn seines musikalischen Schaffens hat Heinz Rudolf Kunze einen überschaubaren Kreis an professionellen Musikern an seiner Seite, die ihn im Studio und auf den Tournee-Bühnen unterstützen und sein musikalisches Anliegen verstärken. Von Anfang an traten sie als Gruppe in Erscheinung – als „Heinz Rudolf Kunze und Verstärkung“. Kunze war dem Kreis dieser Musiker eng verbunden und scheute personelle Veränderungen (wohl auch wegen seiner Erfahrungen aus dem Bruch mit Mick Franke, wo zwischen den einstigen Freunden viele Jahre absolute Funkstille herrschte). Das führte auch dazu, dass Kunze in seinen erfolgreichen Jahren seine Musiker wie Angestellte monatlich entlohnte, auch wenn weder Studio-Produktionen noch Tourneen waren – eine auch damals schon ungewöhnliche Praxis.
Im Laufe der Jahrzehnte ergaben sich mehrere meist grundsätzliche Veränderungen der an der Verstärkung beteiligten Musiker, so dass bis heute (2014) vier Generationen erkennbar sind:
Die Verstärkung 1981 bis 1984: Mick Franke (Gitarre), Hendrik Schaper (Keyboard; wechselte zu Udo Lindenberg), Josef Kappl (Bass) sowie am Schlagzeug Joachim Luhrmann (1981/82) und Mickie Stickdorn (1982/83).
Die Verstärkung 1985 bis 1994: Joschi Kappl (Bass), Peter Miklis (Schlagzeug, seit 1984), Thomas Bauer (Keyboards, Saxophon, seit 1984), Martin Huch (Gitarre, Pedal Steel, Lap Steel, seit 1986) und Heiner Lürig (Gitarre, musikalischer Leiter).
Die Verstärkung 1995 bis 2002: Raoul Walton (Bass), Matthias Ulmer (Keyboards), CC Behrens (Schlagzeug) und weiterhin Heiner Lürig (Gitarre, musikalischer Leiter).
Die Verstärkung seit 2002: Jens Carstens (Schlagzeug), Leo Schmidthals (Bass), Jörg Sander (Gitarre), Matthias Ulmer (Keyboards) und zeitweise Heiner Lürig (Gitarre). Mit dem Wechsel von Jörg Sander zu Udo Lindenberg kam Zoran Grujovski (Gitarre) zeitweise dazu. Von 2014 bis 2019 war Peter Koobs als Gitarrist dabei, seit 2019 Andrew Gräser und seit 2020 Stephan Gade und Manuel Lopez.

### Musiker beiRäuberzivil
Kunzes zweite Band parallel zur Verstärkung hat sich im Laufe der jüngeren Zeit entwickelt. Die Anfänge reichen zurück in die Jahre, als er mit Wolfgang Stute ausgiebig tourte. Dann kamen Hajo Hoffmann (Geige, Mandoline) und später Peter Pichl (Bass) dazu. Seit 2015 besteht Räuberzivil aus Ralph König, Hilko Schomerus und Peter Pichl.

## Musicals
- 1987 – Les Misérables (deutsche Version: Übersetzung HRK)
- 1994 – Miss Saigon (deutsche Version: Übersetzung HRK)
- 1996 – Joseph and the Amazing Technicolor Dreamcoat (deutsche Version: Übersetzung HRK)
- 1999 – RENT (deutsche Version: Übersetzung HRK)
- 2003–2014 – Ein Sommernachtstraum (nach Shakespeare, HRK gemeinsam mit Heiner Lürig): Angelehnt an die Shakespeare-Vorlage entstand ein Musical, das 2003–2006 sowie 2010–2014 in Hannover-Herrenhausen aufgeführt wurde.[88] In insgesamt fünf Spielzeiten bis zum letzten Vorhang am 30. August 2014 gab es 89 Vorstellungen mit 65.000 Zuschauern.[89]
- 2004 – POE – Pech und Schwefel (HRK gemeinsam mit Frank Nimsgern)
- 2007 – Kleider machen Liebe – oder: Was ihr wollt (nach Shakespeare, HRK gemeinsam mit Heiner Lürig)
- 2011 – Der Sturm (nach Shakespeare, HRK gemeinsam mit Heiner Lürig)[90]
- 2018 – Wie es euch gefällt (nach Shakespeare, HRK gemeinsam mit Heiner Lürig)[91]
- 2018 – Ein Sommernachtstraum: 21 Aufführungen vom 21. Juni bis 28. Juli 2018 an der Württembergischen Landesbühne Esslingen, Spielort Stadtpark Maille[92]
- 2019 – Heiner Lürig veröffentlichte Anfang Oktober ein von ihm produziertes Album mit den Liedern des Kunze-Lürig-Musicals Wie es euch gefällt, gesungen von den Mitwirkenden der Uraufführung 2018 in Hannover und dem Komponisten.[93]

## Publikationen
- 1984 – Deutsche Wertarbeit – Lieder und Texte 1980–1982.
- 1986 – Papierkrieg – Lieder und Texte 1983–1985. ISBN 3-499-15762-4.
- 1992 – Mücken und Elefanten – Lieder und Texte 1986–1991. ISBN 3-416-80686-7.
- 1995 – Nicht daß ich wüßte – Lieder und Texte 1992–1995. ISBN 3-86153-091-0.
- 1997 – Heimatfront – Lieder und Texte 1995–1997. ISBN 3-86153-137-2.
- 1999 – heinz rudolf kunze: agent provocateur (mit beiliegender Live-CD). ISBN 3-930333-29-5.
- 2001 – Klärwerk – Lieder und Texte 1998–2000. ISBN 3-86153-236-0.
- 2003 – Vorschuß statt Lorbeeren – Lieder und Texte 2000–2002 (mit Lese-CD). ISBN 3-86153-298-0.
- 2004 – Ein Sommernachtstraum – Das Musical nach William Shakespeare. ISBN 3-930333-48-1.
- 2004 – A Cure for Gravity – Ein Mittel gegen die Schwerkraft – Joe Jackson & Heinz Rudolf Kunze live (Lese-CD). ISBN 3-930333-50-3.
- 2005 – Artgerechte Haltung – Lieder und Texte 2003–2005 (mit Lese-CD). ISBN 3-86153-369-3.
- 2007 – Ein Mann sagt mehr als tausend Worte – Lieder und Texte 2006–2007 (mit Lese-CD). ISBN 978-3-86153-431-0.
- 2009 – Saldo Mortale – Texte 2007–2009. ISBN 978-3-86153-549-2.
- 2011 – Vor Gebrauch schütteln. Kein Roman. ISBN 978-3-351-03363-7.
- 2014 – Manteuffels Murmeln. ISBN 978-3-351-03575-4.
- 2014 – Quentin Qualle – Die Muräne hat Migräne. Kinderbuch mit Lieder-CD (4 Titel) von Heinz Rudolf Kunze und Jens Carstens, illustriert von Julia Ginsbach. Loewe Verlag, Bindlach 2014, ISBN 978-3-7855-8038-7 – zusätzlich als gleichnamiges Hörbuch (CD) mit erweitertem Inhalt erschienen, veröffentlicht bei edel kids, EAN 4029759094890[94]
- 2015 – Quentin Qualle – Rock am Riff. Kinderbuch mit Lieder-CD (5 Titel) von Heinz Rudolf Kunze und Jens Carstens, illustriert von Julia Ginsbach. Loewe Verlag, Bindlach 2015, ISBN 978-3-7855-8039-4.
- 2015 – Quentin Qualle – Halligalli bei Zirkus Koralli. Kinderbuch mit Lieder-CD (5 Titel), illustriert von Julia Ginsbach. Loewe Verlag, Bindlach 2015, ISBN 978-3-7855-8180-3.[39]
- 2016 – Schwebebalken – Tagebuchtage, Aufbau-Verlag Berlin, ISBN 978-3-7466-3286-5.[95]
- 2016 – „Ich will hier nicht das letzte Wort“ – Heinz Rudolf Kunze und Egon Krenz im Gespräch. Interview-Buch. Adeo Verlag, Aßlar 2020, ISBN 978-3-355-01845-6.
- 2021 – Heinz Rudolf Kunze mit Oliver Kobold: Werdegang – Die Autobiographie. Reclam, Ditzingen 2021, ISBN 978-3-15-011379-0 (288 S.).

Außerdem sind frühe Text-Werke von Heinz Rudolf Kunze in folgenden Anthologien erschienen:
- 1975 – Osnabrücker Autoren. Lyrik + Prosa. Bünde 1975: 8 Texte.[96]
- 1979 – Schreibfreiheit – Lyrik und Prosa. Osnabrück 1979: 9 Texte.[97]

Weitere HRK-Veröffentlichungen:
- 1986 – Der Favorit oder: Die vielen Gesichter im leeren Spiegel – Biographie über David Bowie von Heinz Rudolf Kunze in Idole 8, Rock & Schock. Hrsg.: Siegfried Schmidt-Joos. Verlag Ullstein, ISBN 3-548-36529-9; auch als NDR-Serie mit Heinz Rudolf Kunze als Sprecher.
- 1986 – Das Empire fällt – Biographie über Ray Davies von Heinz Rudolf Kunze in Idole 9, British Beat. Hrsg.: Siegfried Schmidt-Joos. Verlag Ullstein, ISBN 3-548-36522-1.
- 2006 – Vorwort „Ich war Stevie Winwood – Heinz Rudolf Kunze über das Jahr 1971“ in 1971 – Ein Jahr und seine 20 Songs – aus der Reihe Süddeutsche Zeitung Diskothek 1955–2004, ISBN 978-3-86615-073-7, München 2006 (pro Jahr ein Buch mit beiliegender CD, dokumentiert werden jeweils 20 Lieder aus dem Erscheinungsjahr).

Publikationen über Heinz Rudolf Kunze:
- 1988 – Ein partiell genialer Barbar – Notizen zu Heinz Rudolf Kunze und seiner neuen Platte Einer für alle von Tom R. Schulz. 16-seitige Begleit-Broschüre (Format A4) zur gleichnamigen Tournee 1988–1989. Eine Publikation der WEA-Presseabteilung Hamburg.
- 1999 – heinz rudolf kunze – agent provocateur Peter Badge (limitierte Auflage – 2000 nummerierte Exemplare, 100 römisch nummerierte Exemplare gelangten nicht in den Handel)
- 2005 – Silbermond samt Stirnenfuß – Texte und Musik von Heinz Rudolf Kunze zwischen 1980 und 2005 von Holger Zürch. ISBN 3-938873-31-0.
- 2006 – Wurzeln schlagen – Heinz Rudolf Kunze zum 30. November 2006; Das Buch zum Baum und zum 50er Jubiläum.[98] Limitierte, einmalige Auflage (vergriffen); herausgegeben von Holger Zürch
- 2007 – Heinz Rudolf Kunze – Meine eigenen Wege – Die Biographie (PDF, archivierter Weblink)  von Karl-Heinz Barthelmes, ISBN 978-3-579-06514-4.
- 2008 – Woran man mit mir war – Heinz Rudolf Kunze: 2005 bis 2008 von Holger Zürch. Erschienen als ISBN 978-3-86901-008-3 sowie – mit teilweise verändertem Text- und Bild-Inhalt – als Fan-Edition (limitierte, einmalige Auflage – vergriffen).

## Auszeichnungen
- Goldene Stimmgabel
  - 1986, 1999, 2007
- RSH-Gold
  - 2000: in der Kategorie „Erfolgreichster Künstler National“[99]
- Im Frühjahr 2000 bekam Kunze den Fred-Jay-Preis der GEMA-Stiftung. Der Preis wird Personen verliehen, die sich um die Schaffung und Förderung deutscher Texte im Bereich der populären Musik verdient gemacht haben.[100]
- Am 7. Juli 2003 durften sich Heinz Rudolf Kunze und Heiner Lürig in das Goldene Buch der Stadt Hannover eintragen. Damit wurden ihr musikalischer Werdegang und der Erfolg ihres Musicals Sommernachtstraum gewürdigt.[100]
- Heinz Rudolf Kunze erhielt 2006 den Praetorius Musikpreis des Landes Niedersachsen für sein Lebenswerk.[100]
- Am 20. November 2007 erhielt Heinz Rudolf Kunze den Niedersächsischen Staatspreis. Dieser Preis würdigt Verdienste in den Bereichen Wissenschaft, Kultur und Publizistik und wurde von Ministerpräsident Christian Wulff überreicht.[100]

## Musikjournalist
Heinz Rudolf Kunze schrieb gelegentlich auch über ihn faszinierende Künstler-Kollegen vielseitige Essays, so über David Bowie, John Lennon, Randy Newman, Ray Davies, Chuck Berry, Neil Young, die Doors, The Who und Herman van Veen. Die Texte sind zwischen 1983 und 2008 in verschiedenen Publikationen veröffentlicht worden.

## Varia
- Am 17. Januar 2021 hatte Kunze einen Gastauftritt im Stuttgarter Tatort Das ist unser Haus.
- Am 26. Oktober 2019 war Kunze zu Gast bei einem Spiel der ProSieben-Sendung Die Liveshow bei dir zuhause. Die zwei Kandidatenfamilien sollten in dem Spiel zu fünf Fragen vorhersagen, wer von vier Einwohnern der Wedemark (darunter Kunze) sie als erstes richtig beantworten wird.
- Im Frühjahr 2019 erschien zur Würdigung von Fredrik Vahle das Hommage-Album Zugabe: Musiker verschiedener Genres huldigen dem Meister mit ihren Interpretationen seiner bekanntesten Kinderlieder, so auch Heinz Rudolf Kunze mit dem Titel Ping Pong Pinguin.[102]
- Zum Jahreswechsel 2018–2019 veröffentlichte Kunze bei Instagram seine Textbilanz 2018: 152 Sprechtexte, 305 Songtexte – auf ein outputreiches 2019!
- Nach dem Erfolg von „Dein ist mein ganzes Herz“ schufen Lürig und Kunze in Hannover ihr eigenes Tonstudio, rechtlich begründet als Madagaskar Studio GbR. Dort und in Brelingen in der Wedemark, wo später das Studio im Nachbarhaus von Lürigs Wohnhaus zuhause war, wurden die Alben von Kunze & Verstärkung und somit alle erfolgreichen Lieder produziert, bei denen Heiner Lürig auch als Produzent beteiligt war.[103] Der Studio-Name bezieht sich auf Kunzes und Lürigs gleichnamiges Lied Madagaskar aus dem Jahr 1985.[104] In den frühen 2000er-Jahren wurde die GbR aufgelöst.
- Das Studio in Hannover war Anlass für Kunze, in die Nähe von Hannover mit der Familie umzuziehen. In seiner Nachbarschaft wohnten seinerzeit die Musiker Matthias Jabs und Klaus Meine von der Band Scorpions. Es entwickelte sich eine langjährige Freundschaft, die dazu führte, dass Klaus Meine der Patenonkel von Kunzes Sohn wurde.[105]
- Zum Hessentag 1997 in Korbach gab es unter dem Motto „Rock meets Big Band“ ein Konzert von Kunze mit Verstärkung sowie mit der hr-Bigband unter Leitung von Kurt Bong. Eine Auswahl von 14 der 19 Lieder dieser musikalischen Zusammenarbeit wurde nachträglich im Radio gesendet.[106] 21 Jahre später arbeitete Kunze unter dem Motto „Rock meets Classic“ zur Kieler Woche 2018 mit dem Philharmonischen Orchester Kiel zusammen.[107]
- Im Februar 1997 diente die Klosterkirche Grimma als Dreh-Kulisse für Heinz Rudolf Kunze: Der Mitteldeutsche Rundfunk filmte dort mit Kunze das Video zu dessen Lied Du bist nicht allein, das wenige Wochen später – am 6. März 1997 – erstmals im MDR-Fernsehen ausgestrahlt wurde.[108]
- Im Jahr 1993 ereignete sich in Kunzes Garten ein schweres Unglück. Während seiner Abwesenheit biss seine bisher als ungefährlich geltende Dogge plötzlich das Kind der Reinmachefrau zu Tode, „ein schrecklicher Vorfall“, dessen Neben- und Nachwirkungen eine „schwierige Zeit“ für Kunze zur Folge hatten.[109]
- Das Lied Er ist wieder da[110] von Marion Maerz aus dem Jahr 1965 spielte die Verstärkung bei den Konzerten 1987 als Eröffnungslied und Coversong mit leicht verändertem Schlusstext – sie machte es damit auch den Kunze-Fans bekannt. Kunze sang bei diesem Lied nicht mit, sondern betrat aus dramaturgischen Gründen am Ende des Liedes die Bühne. Es wurde auf dem Doppel-Live-Album Deutsche singen bei der Arbeit veröffentlicht.[111]
- Am Ende des Liedes Madagaskar[112] aus dem Jahr 1985 erklingt als Chor-Zitat ein Ausschnitt aus dem afrikanischen Lied Shosholoza.

## Privates
Aus seiner ersten Ehe (1981–2009) hat Kunze einen erwachsenen Sohn und eine erwachsene Tochter. Im Jahr 2009 heiratete er zum zweiten Mal; Ehefrau Gabriele brachte einen Sohn mit in die Ehe und hat zwei erwachsene Töchter. Das Ehepaar lebt in Bissendorf in der Nähe von Hannover. Er war zudem viele Jahre Mitglied der SPD, trat jedoch aufgrund der Reform der deutschen Rechtschreibung von 1996 wieder aus der Partei aus.
Heinz Rudolf Kunze ist Anhänger des Fußballvereins Werder Bremen und steuerte mit Das ist mein Verein einen Song zum Doppelalbum Lauter Werder bei, das im Jahr 2019 veröffentlicht wurde.

## Verweise
- Literatur von und über Heinz Rudolf Kunze im Katalog der Deutschen Nationalbibliothek
- heinzrudolfkunze.de – Netzauftritt
- Heinz Rudolf Kunze bei MusicBrainz
- HRK-Online-Archiv
- 2 Tage Heinz Rudolf Kunze Konzertmitschnitt von Wolfgang Meisinger 1983 in Osnabrück
- „Auf der Bühne zu Hause“ Radiogespräch mit Heinz Rudolf Kunze, Deutschlandfunk Kultur, 18. April 2022